# 2455 Somville
2455 Somville је астероид главног астероидног појаса чија средња удаљеност од Сунца износи 2,727 астрономских јединица (АЈ).
Апсолутна магнитуда астероида је 11,7.